# Pavezin
Pavezin är en kommun i departementet Loire i regionen Auvergne-Rhône-Alpes i centrala Frankrike. Kommunen ligger i kantonen Rive-de-Gier som tillhör arrondissementet Saint-Étienne. År 2022 hade Pavezin 399 invånare.

## Befolkningsutveckling
Antalet invånare i kommunen Pavezin
| Referens: INSEE |